# ورزشگاه ساغلام اولاد
ورزشگاه ساغلام اولاد {{ازبکی|Soghlom Avlod Stadium) یک ورزشگاه در ازبکستان است که در اندیجان واقع شده‌است.